# Kot Īsa Khān
Kot Īsa Khān är en ort i Indien. Den ligger i distriktet Moga och delstaten Punjab, i den norra delen av landet, 300 km nordväst om huvudstaden New Delhi. Kot Īsa Khān ligger 218 meter över havet och antalet invånare är 9 639.
Terrängen runt Kot Īsa Khān är mycket platt. Runt Kot Īsa Khān är det tätbefolkat, med 411 invånare per kvadratkilometer. Närmaste större samhälle är Moga, 15,0 km söder om Kot Īsa Khān. Trakten runt Kot Īsa Khān består till största delen av jordbruksmark.